# Salvador Villalba
Salvador Villalba (29 d'agost de 1924) és un exfutbolista paraguaià.

## Selecció del Paraguai
Va formar part de l'equip paraguaià a la Copa del Món de 1958.